# Mont Owl's Head
Mont Owl's Head är ett berg i Kanada.   Det ligger i provinsen Québec, i den sydöstra delen av landet, 270 km öster om huvudstaden Ottawa. Toppen på Mont Owl's Head är 737 meter över havet. Mont Owl's Head ligger vid sjön Lac Memphrémagog.
Terrängen runt Mont Owl's Head är kuperad åt nordväst, men åt sydost är den platt.Runt Mont Owl's Head är det glesbefolkat, med 10 invånare per kvadratkilometer.. 